# Corabia
Corabia ist eine kleine Hafenstadt im rumänischen im Kreis Olt in der Kleinen Walachei, die an der Donau und damit nördlich der bulgarischen Grenze bei Gigen liegt. Der Hafen wurde vor dem Zweiten Weltkrieg vom damaligen Bezirk Romanați genutzt.

## Geschichte
Der Name geht darauf zurück, dass die ursprüngliche Siedlung aus den Überresten eines gekenterten genuesischen Schiffs errichtet worden sein soll („corabia“ ist die rumänische Sprachenbezeichnung für „Segelschiff“, auch „Galeere“). Die Stadt wurde um das Jahr 1880 ein bedeutender Hafenort.
Unter dem kommunistischen Regime entwickelte sich Corabia zu einer beträchtlichen Industriestadt, mit einer Zuckerraffinerie, Möbelfabrik, Gerberei, einer Faserproduktionsanlage usw. Jedoch sank die Einwohnerzahl in den letzten Jahren. Viele Einwohner sind nach dem Schließen vieler Fabriken in größere Städte abgewandert.
Corabia ist einer der zentralen Orte des Kreises Olt. Die Dörfer Tudor Vladimirescu und Vârtopu sind in die Stadt eingemeindet.
Erhalten sind Reste einer Burg (Sucidava),  die auf die römische Periode zurückgeht. In der Nähe gibt es den  „geheimen Brunnen“ (ein ungewöhnliches technisches Denkmal) und die orthodoxe Kathedrale „Heilige Dreieinigkeit“ (eines der größten Gebäude seiner Art in Rumänien), außerdem eine Statue mitten in der Stadt, die der Stadt Corabia als Ausgangspunkt der Kämpfe des Unabhängigkeitskrieges von 1877/78 gedenkt. Corabia hat ein wichtiges archäologisches Museum, u. a. mit einer Sammlung römischer Tonwaren.
In der Stadt gibt es einen Fußballverein, einige Geschäfte und Bars.

## Söhne und Töchter der Stadt
- Tudor Ionescu (1898–1990), Chemiker, Hochschullehrer und Politiker (Partidul Comunist Român)
- Nicolae Buicliu (1906–1974), Komponist und Musikpädagoge
- Pola Illéry (1909–1993), rumänisch-französische Schauspielerin
- Ion Oblemenco (1945–1996), Fußballspieler
- Cristina Vărzaru (* 1979), Handballspielerin
- Florin Crăciun (* 1989), Bobfahrer
- Vladimir Screciu (* 2000), Fußballspieler

## Galerie

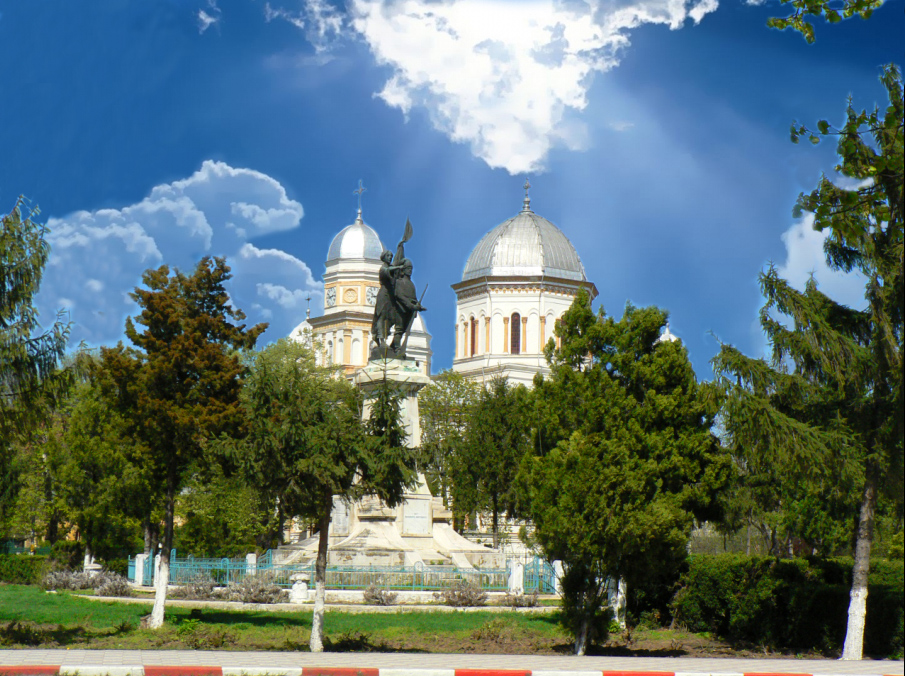
Stadtzentrum
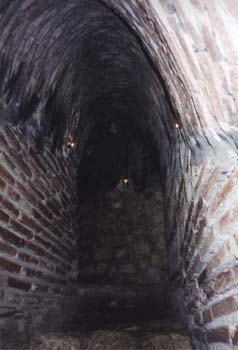
Sucidavas Geheimer Brunnen
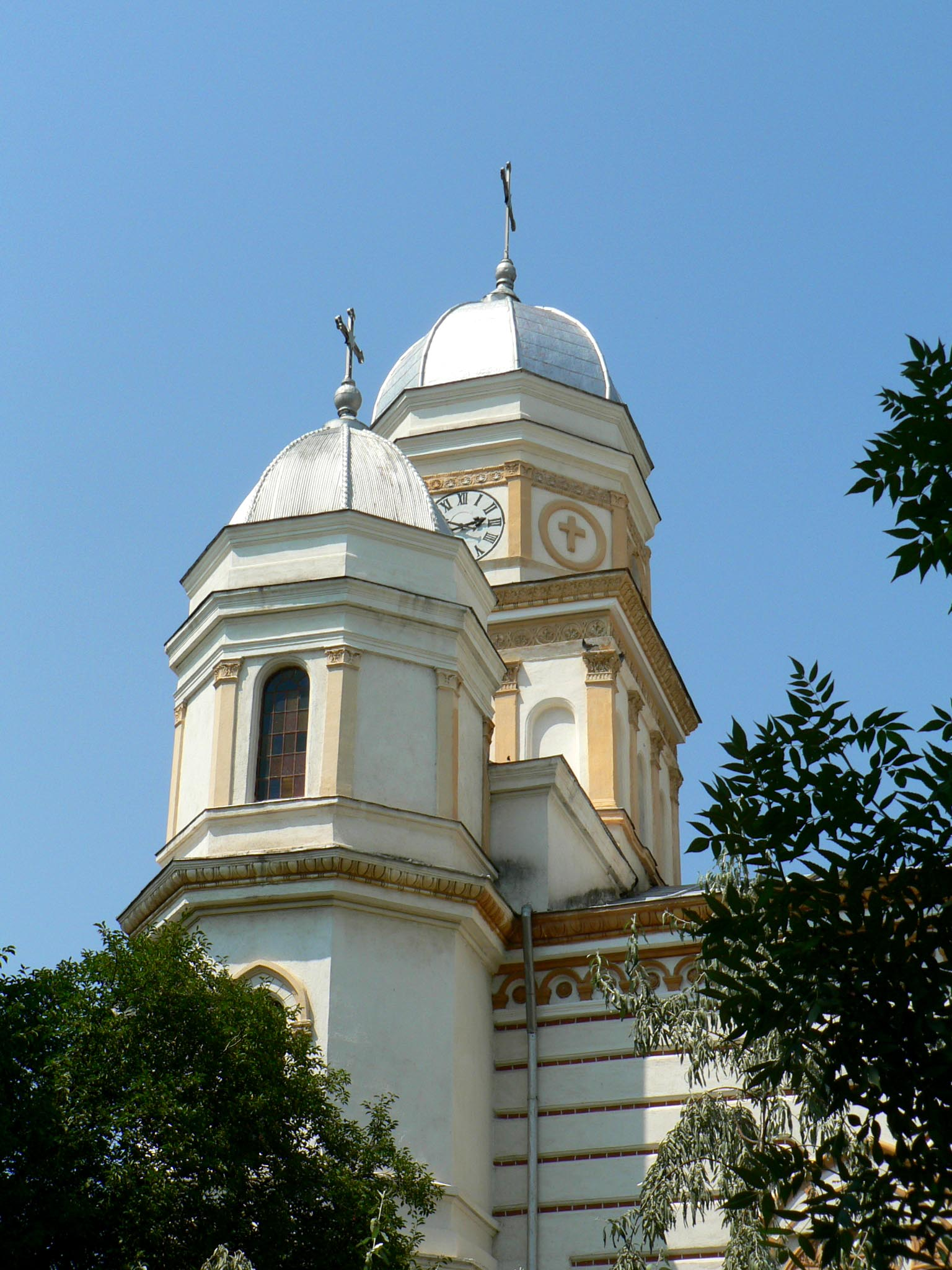
Heilige Trinitatiskathedrale